# Victor Marijnen

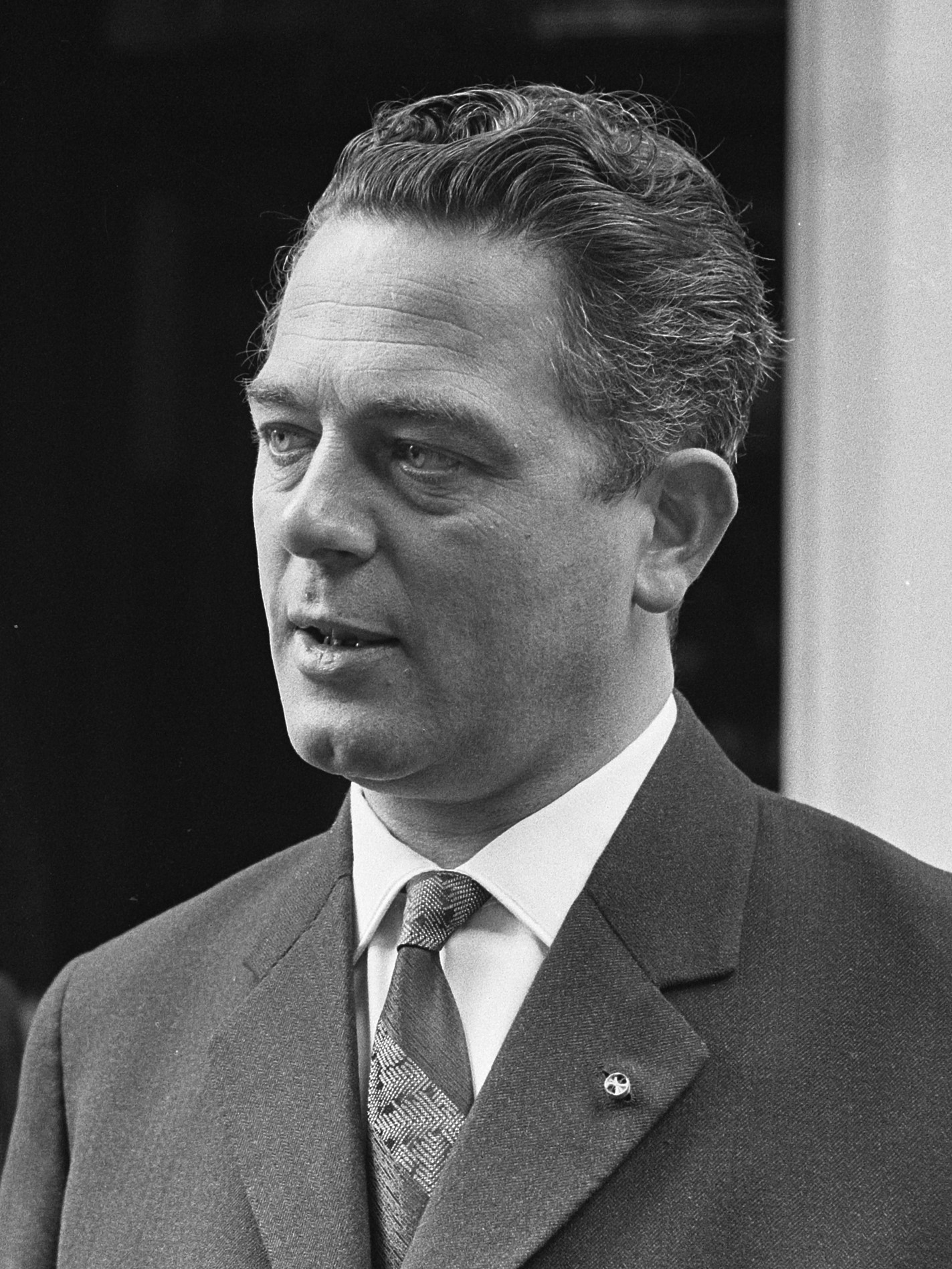
Victor Marijnen (1963)

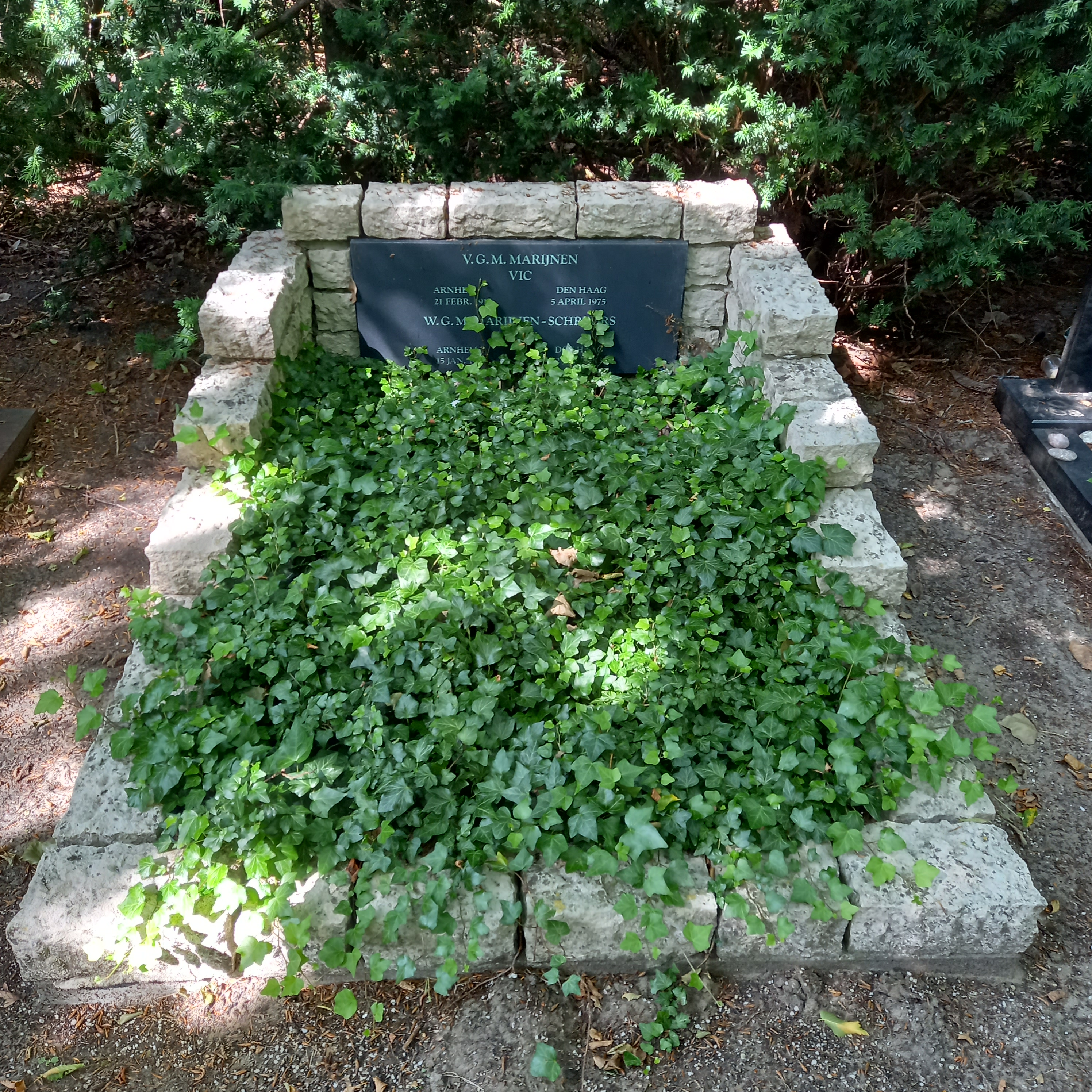
Das Grab von Victor Marijnen und seiner Ehefrau Wilhelmina Geertruida Maria (Mini) Schreurs auf dem Friedhof Westduin in Den Haag

Victor Gerard Marie Marijnen (* 21. Februar 1917 in Arnheim; † 5. April 1975 in Den Haag) war ein niederländischer Politiker.
Marijnen studierte Rechtswissenschaft an der Universität Nijmegen und schloss den Studiengang 1941 ab. Als Mitglied der Katholischen Volkspartei (KVP) war er von 1959 bis 1963 Landwirtschaftsminister und von 1963 bis 1965 Premierminister. Ab 1968 bis zu seinem Tode war er Bürgermeister von Den Haag.

## Biografie

### Ausbildung und erste Karrierestationen
Victor Marijnen wurde 1917 als Sohn des Ladenbesitzers Gerardus Wilhelm Marijnen und dessen Frau Cornélie Eugenie Hélène Marie Kimman in Arnheim geboren. Nach seinem Schulabschluss begann er im nahegelegenen Nijmegen ein Studium der Rechtswissenschaften an der dortigen römisch-katholischen Universität, das er 1941 mit seiner Promotion beendete. Im Anschluss fand er eine Anstellung beim niederländischen Staat, wo er in der Buchhaltung der Ministerien für Landwirtschaft und Fischerei sowie Wirtschaft tätig war. Nach dem Ende des Zweiten Weltkriegs wurde Marijnen in den 1945 gegründeten Raad voor het Rechtsherstel (zu deutsch etwa: „Rat für die Wiederherstellung der Rechte“) berufen, der die Wiederherstellung einer geordneten Rechtsprechung und die Rückgängigmachung der von den deutschen Besatzern erlassenen Beschlüsse koordinierte. Hier hatte er bis 1949 die Leitung der Abteilung für Landwirtschaft und Agrarindustrie inne. Nach einem kurzen Zwischenspiel als Sekretär bei der Stiftung für Landwirtschaft kehrte Marijnen 1951 ins Landwirtschaftsministerium zurück, wo er zunächst als stellvertretender Direktor für auswärtige Angelegenheiten des Agrarhandels und später als Leiter der Abteilung für Agrarhandel, Industrie und Exportförderung tätig war. In diesen Funktionen erwarb er sich einen Ruf als ausgesprochener Experte für Landwirtschaftsfragen und internationale Handelsbeziehungen.

### Kabinettsmitglied und Ministerpräsidentschaft
Bei den Parlamentswahlen von 1959 stand Marijnen weit oben auf der Wahlliste der KVP und galt folgerichtig als sicherer Kandidat für den Einzug in die Zweite Kammer der Generalstaaten. Etwas überraschend kam er jedoch auch für einen Kabinettsposten in Frage und erhielt die Leitung des Landwirtschaftsministeriums in der Regierung von Ministerpräsident Jan de Quay zugesprochen. Als Minister galt Marijnen als ausgesprochener Unterstützer der sogenannten Groene Front (deutsch: „Grüne Front“), also der engen Zusammenarbeit von Regierung, Landwirtschaftsorganisationen sowie landwirtschaftlichen Bildungs- und Forschungseinrichtungen. Während seiner Amtszeit erlebte der niederländische Landwirtschaftssektor – der seit dem Ende des Krieges insbesondere in Exportfragen geboomt hatte – jedoch eine Krise, da die gesteigerte Mechanisierung vor allem kleinere Betriebe unter Druck setzte. Ein weiterer Schwerpunkt seiner Arbeit lag im Bereich der zunehmend engeren Zusammenarbeit mit den anderen Ländern der Europäischen Wirtschaftsgemeinschaft und der Koordinierung der gemeinsamen Agrarpolitik.

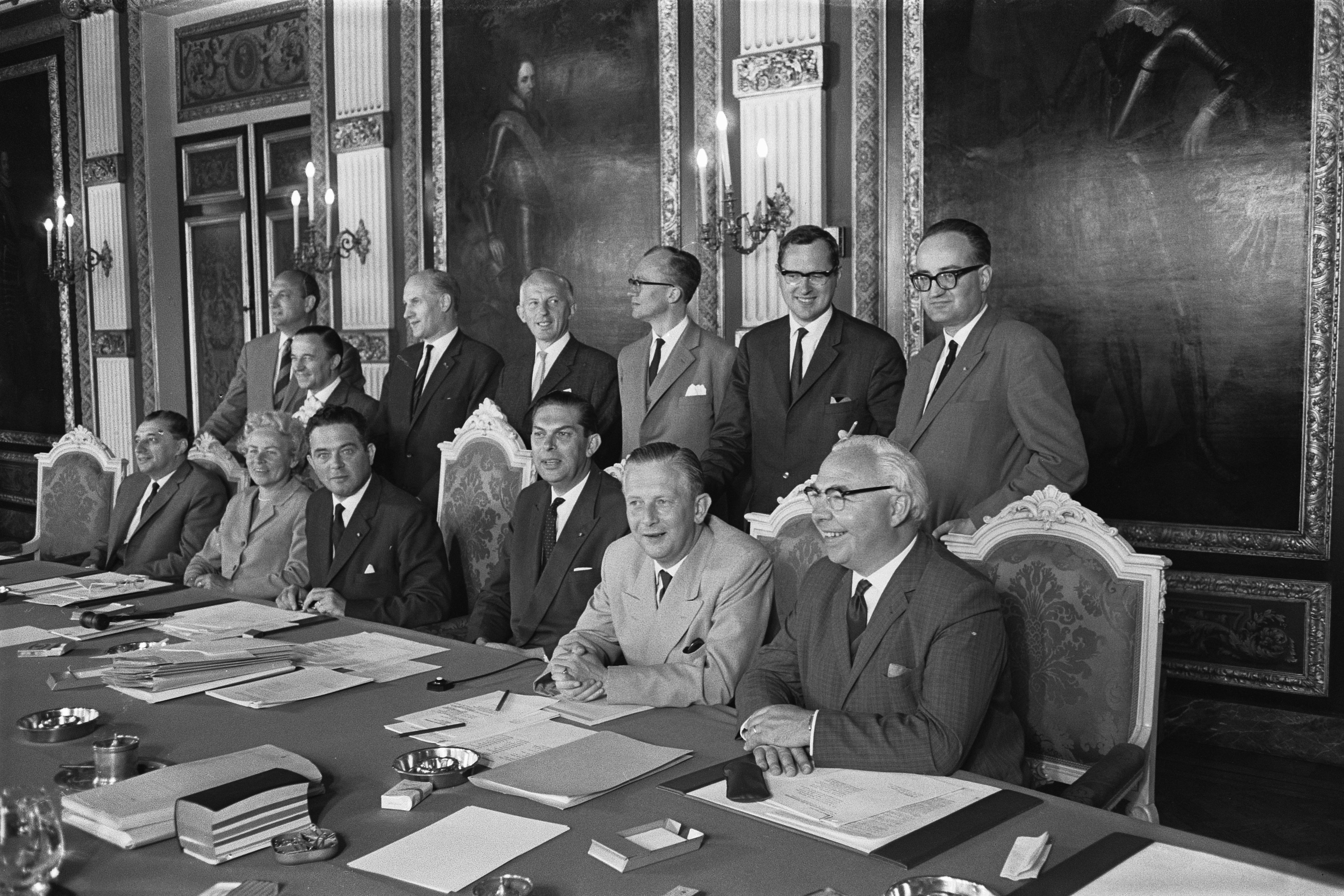
Das Kabinett Marijnen am 23. Juli 1963. Victor Marijnen sitzend als dritter von links zwischen Jo Schouwenaar-Franssen und Barend Biesheuvel.

Im Anschluss an die Parlamentswahlen im Jahr 1963 konnte die bisherige Regierungskoalition bestehend aus KVP, ARP, CHU und VVD ihre Mehrheit behalten, der bisherige Ministerpräsident de Quay stellte sich trotz großer Beliebtheit in der Bevölkerung jedoch nicht für eine weitere Amtszeit zur Verfügung. Als dessen designierten Nachfolger hatte die KVP Marijnen auserkoren, der daraufhin mit der Kabinettsbildung beauftragt wurde. Das Kabinett Marijnen profitierte innenpolitisch besonders von einer Phase wirtschaftlicher Hochkonjunktur, die unter anderem durch erhebliche Erdgasfunde auf dem Gebiet der Niederlande begünstigt wurde. Das Wirtschaftswachstum im Jahr 1964 betrug starke 8,6 %, die Löhne stiegen um durchschnittlich mehr als 15 % an. Folgerichtig lag ein Schwerpunkt von Marijnens Regierung auf dem Ausbau der sozialen Sicherheit und entsprechender Gesetzgebung, was zu einem starken Anstieg der öffentlichen Ausgaben führte. Allgemeines Lob erhielt Marijnen für seine Handhabung der sogenannten „Irene-Affäre“, die durch die beabsichtigte Hochzeit von Prinzessin Irene mit dem spanischen Thronfolger Carlos Hugo von Bourbon-Parma ausgelöst wurde. Unter anderem stand hierbei im Raum, inwieweit sich die Ministerverantwortlichkeit auch auf andere Mitglieder des Königshauses als auf das aktuelle Staatsoberhaupt bezöge, sowie die Frage, ob ein Katholik den niederländischen Thron besteigen könne. Marijnens Amtszeit als Ministerpräsident kam im Februar 1965 zu einem vorzeitigen Ende, als seine Regierung im Zuge der sogenannten „Rundfunkkrise“ (niederländisch omroepcrisis) auseinanderbrach. Hintergrund waren Streitigkeiten über die Zulassung neuer Rundfunkanstalten und die Gestaltung von Fernsehwerbung.

### Bürgermeister von Den Haag
Nach dem Ende seiner Ministerpräsidentschaft zeigte sich Marijnen enttäuscht über die Art und Weise wie dieses zustande gekommen war, unter anderem gingen alle anderen KVP-Mitglieder seines Kabinetts in die neue Regierung unter Jo Cals über. Infolgedessen verzichtete er 1966 auch auf den ihm zustehenden Sitz in der Zweiten Kammer und wandte sich neuen Tätigkeiten außerhalb der nationalen Politik zu. 1968 wählte man ihn zum Bürgermeister von Den Haag, ein Amt, das er bis zu seinem Tod innehaben sollte. In dieser Funktion konzentrierte er sich unter anderem auf die Entwicklung des Stadtteils Scheveningen, der während des Zweiten Weltkriegs durch seine Lage im Sperrgebiet des Atlantikwalls schwer geschädigt worden war, und baute diesen erneut zu einem bedeutenden Seebad aus. Des Weiteren setzte er sich für eine verbesserte Zusammenarbeit der einzelnen Gemeinden im Großraum Den Haag ein.
Neben seinem Amt als Bürgermeister ging Marijnen verschiedenen anderen Tätigkeiten nach. So war er unter anderem bis 1972 Kurator an der Universität Nijmegen. Darüber hinaus beriet er die niederländische Regierung in Wirtschaftsfragen im Zusammenhang mit der Benelux-Kooperation. Victor Marijnen verstarb schließlich 1975 in Den Haag. Er hinterließ seine Ehefrau sowie sechs Kinder.